# Kirche Oberfriedersdorf

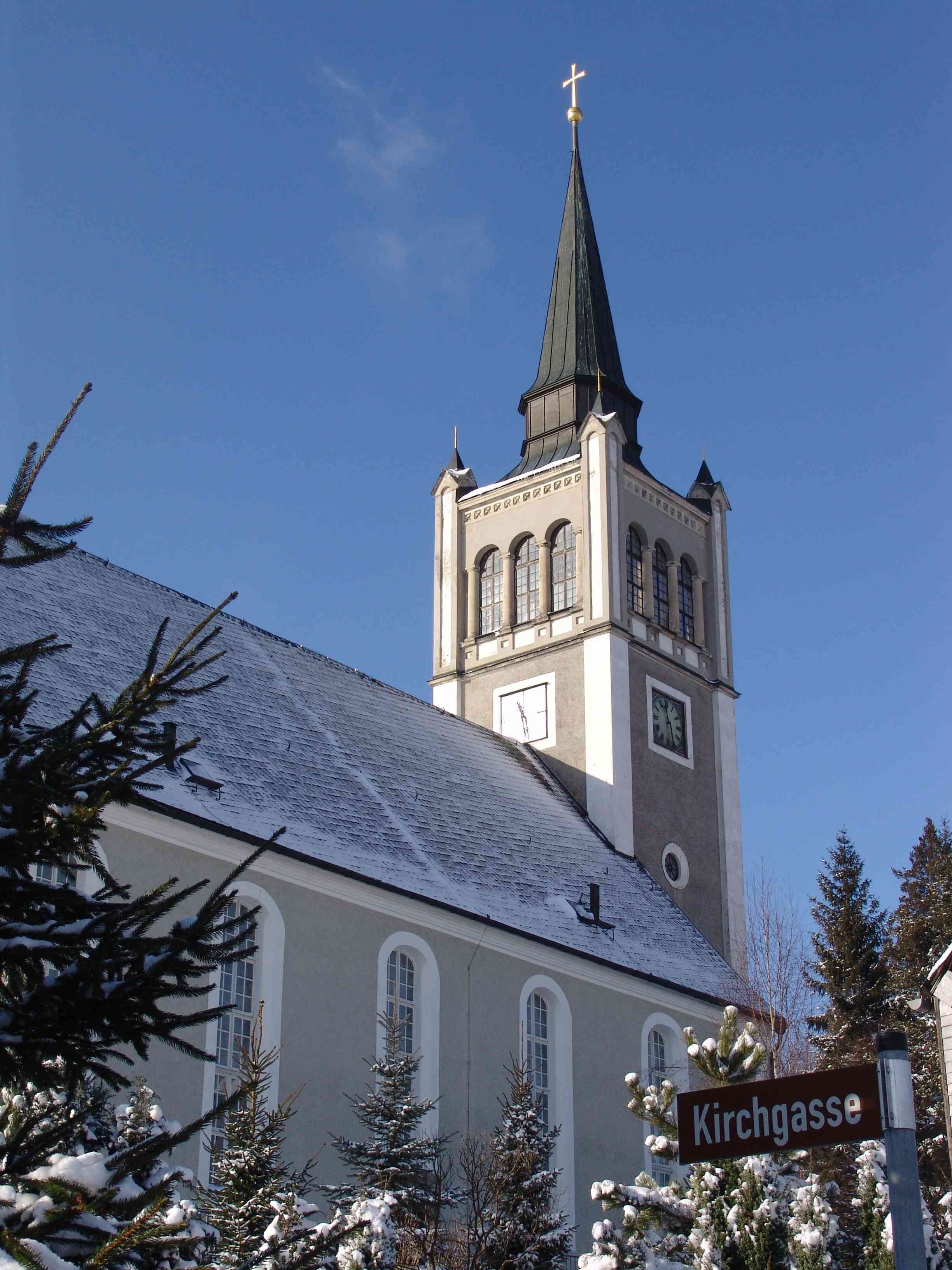
Friedersdorfer Kirche

Die evangelisch-lutherische Kirche zu Oberfriedersdorf in Friedersdorf an der Spree gehört wie die beiden Kirchen Neusalza-Sprembergs zur Ephorie Löbau-Zittau der Evangelisch-Lutherischen Landeskirche Sachsens. Von den drei Kirchen der kleinen sächsischen Stadtkommune im Landkreis Görlitz ist sie das jüngste sakrale Bauwerk.

## Lokal- und Kirchengeschichte
Der heutige Ortsteil Friedersdorf der Stadt Neusalza-Spremberg, der bis 2007 eine selbständige Gemeinde war, entstand im Verlauf der mittelalterlichen deutschen Ostkolonisation als Waldhufendorf an der oberen Spree und wurde urkundlich erstmals 1272 erwähnt. Bis zum Ende des 15. Jahrhunderts gehörte das Dorf Friedersdorf zur Grundherrschaft der Adelsfamilie von Raußendorf. Danach setzte eine territoriale Aufteilung des langgezogenen Ortes ein. In vorreformatorischer (katholischer) Zeit und auch Jahrhunderte nach der Reformation gab es in dem damals herrschaftlich zeitweise in Ober-, Mittel- und Niederfriedersdorf untergliederten Dorf jedoch keine eigene Kirche.

## Dorf ohne Kirche
Zwischen 1489 und 1493 wurde Oberfriedersdorf von Niederfriedersdorf getrennt und kam 1568 zur katholisch-böhmischen Herrschaft der von Schleinitz zu Schluckenau und Tollenstein. Im Zusammenhang damit gelangte Oberfriedersdorf kirchlich vorübergehend zur nordböhmischen Gemeinde Georgswalde und unterstand damals wie Ebersbach und Spremberg dem Erzpriesterstuhl in Löbau. Hinsichtlich Oberfriedersdorf beklagte sich in dem Visitationsbericht von 1598/99 der Pfarrer Philipp Stumpf, der in Spremberg von 1568 bis 1598 wirkte, darüber, „… daß Ernst von Schleinitz auf Schluckenau, Oberfriedersdorf vom Kirchspiel (Spremberg) gerissen habe und daß er ein Jahr lang keinen Dezem erhalten konnte.“ Der böhmische Adlige Ehrenfried von Ringwitz gelangte durch Ankauf von Schleinitz 1595 für kurze Zeit in den Besitz von Oberfriedersdorf. Zwei Jahre später, am 28. Februar 1597, kam Oberfriedersdorf durch Verkauf der Grundherrschaft für die Summe von 15.000 Talern als „Ratsdorf“ zur Sechsstadt Zittau, anscheinend nach Unterbrechung nochmals 1777. Niederfriedersdorf verblieb im Besitz der adligen Familie von Rodewitz.
Während der Reformation, die in den Ortschaften der südlichen Oberlausitz in den Jahren zwischen 1524 und 1559 eingeführt wurde, besuchten die protestantischen Einwohner des „Dorfes ohne Kirche“ zu Gottesdiensten und anderen sakralen Handlungen zumeist die benachbarte große Dorfkirche Spremberg oder die Ebersbacher Kirche. Im Jahr 1580 wurden Oberfriedersdorf, dem auch Mittelfriedersdorf angeschlossen war, und Niederfriedersdorf schließlich nach Spremberg eingepfarrt.
Über die damaligen komplizierten kirchlichen Verhältnisse zwischen beiden Oberlausitzer Grenzgemeinden Spremberg und Friedersdorf gibt es folgende Aussage: „Jahrhundertelang sind die Oberfriedersdorfer getreulich nach Spremberg in die Kirche gepilgert und haben ihren Dezem und sonstigen kirchlichen Abgaben redlich dorthin abgeliefert, aber sie fühlten sich dort mehr und mehr zurückgesetzt. Seit der Trennung von Niederfriedersdorf hatte nur noch dieser Ortsteil einen eigenen Kirchenvater, während Oberfriedersdorf von der Verwaltung des Spremberger Kirchenvermögens ganz ausgeschlossen war. Auch hatte die Herrschaft von Oberfriedersdorf – nachmals der Stadtrat von Zittau – keine Kirchensitze in Spremberg und erhielt auch zu den Einweisungen der Pfarrer keine Einladungen.“

## Probleme und Bau der Oberfriedersdorfer Kirche
Die kirchliche Situation sollte sich erst im Verlauf des 18. Jahrhunderts ändern. Im Jahre 1788 – Friedersdorf unterstand seinerzeit der Adelsfamilie von Leubnitz als Gutsherrschaft – begannen neue Verhandlungen wegen der Auspfarrung Oberfriedersdorfs von Spremberg. Als Gründe dafür wurden insbesondere genannt: Die große Entfernung für die Oberfriedersdorfer Kirchgänger nach Spremberg und der Mangel an dortigen Kirchenständen. Es wurde der Entschluss gefasst, in Oberfriedersdorf ein eigenes Gotteshaus zu erbauen. Der begüterte Landwirt Gottfried Winkler stellte dazu unentgeltlich von seinem Bauernland das Baugelände zur Verfügung. Aber erst nach einem zehnjährigen zähen Kampf auf verschiedenen Ebenen, darunter mit der benachbarten Gemeinde Spremberg, genehmigte der damalige Landesherr, der sächsische Kurfürst Friedrich August III., am 6. Juni 1798 den Bau einer eigenen Pfarrkirche zu Oberfriedersdorf. In der kurfürstlichen Urkunde ist unter anderem formuliert: „Bewandter Umstände nach haben Wir die gesuchte Auspfarrung, und, daß die Gemeinde zu Oberfriedersdorf eine eigene Kirche für sich erbauen möge, bewilligt.“ Damit in Verbindung wurde auch die Zahlung einer einmaligen Entschädigung an die Kirchgemeinde Spremberg in Höhe von 120 Talern festgelegt. Durch Einspruch Sprembergs erhöhte sich der Betrag später auf 125 Taler.
Die Pläne für den Bau der Friedersdorfer Kirche erarbeitete der Schönbacher Zimmermeisters Johann Christoph Wünsche. Auf dieser Grundlage erbaute Maurermeister Gottlieb Förster aus Neusalza mit seinen Gesellen von 1798 bis 1801 eine Saalkirche im Stil des Klassizismus, die 750 Personen Platz bot. Der erste Spatenstich erfolgte bereits am 1. September 1798, und die Hebung (Richtfest) fand vom 26. bis 31. Mai 1800 statt. Im Oktober 1801 war der Kirchenbau abgeschlossen. Bei der Kirche handelt „… es sich um einen verputzten Bruchsteinbau, welcher auf rechteckigem Grund mit geradem Schluss steht und östlicherseits ein abgewalmtes Satteldach besitzt. Unter noch provisorischen Bedingungen konnte bereits am Silvestertag 1800 der erste Gottesdienst stattfinden. Anfangs wurde das Gotteshaus noch von einem Dachreiter geschmückt, dessen Turmspitze mit Kopf, Fahne und Kreuz im Jahr 1831 durch einen gewaltigen Sturm heruntergerissen wurde.“ Die Weihe der Kirche erfolgte am 4. Oktober 1801 im Beisein von Deputierten der Sechsstadt Zittau durch Primarius Johann Heinrich Lachmann. Damit war auch die kirchliche Abtrennung von Ober- und Niederfriedersdorf vollendet, und auch Mittelfriedersdorf wurde 1868 nach Oberfriedersdorf ausgepfarrt. Niederfriedersdorf verblieb beim Kirchspiel Spremberg. Dieses Jahr markiert zugleich den Beginn der evangelischen Kirchengemeinde Friedersdorf.
Im Jahr 1867 bekam die neue Kirche einen Turm. Nach dem Entwurf von Maurermeister Leiblich aus der nordböhmischen Stadt Schluckenau schufen der ortsansässige Maurermeister Clemenz und sein Sohn in Verbindung mit Zimmermeister August Weise aus dem benachbarten Ebersbach eine in neugotischen Formen gehaltene steinerne Turmanlage. Am 9. April 1867 war die Grundsteinlegung und bereits am 15. August das Turm-Richtfest. Am 14. September erklangen vom neuen Turm zum ersten Mal die Glocken zum Erntedankfest und am 30. September erfolgte die Weihe des Turms. Den alten Dachreiter „… ließ der Müller Wilhelm Fürchtegott Hofmann, ein Sohn des ersten hier amtierenden Pfarrers … auf eines seiner Mühlengebäude setzen und stiftete dafür den heutigen romanisierenden Westturm mit dem spitzen Turmhelm.“ Der quadratische Turm mit seiner Höhe von 44,5 Meter wurde mit einer spitzauslaufenden metallenen Turmhaube aus Kupfer und mit einem vergoldeten Kreuz versehen. Der Turmknopf und das Kreuz mit seiner Höhe von 2,14 m und einer Breite von 1 m stammten aus der Hand des Kupferschmiedes Zestermann aus Großschönau. Am Glockengeschoss berücksichtigte man architektonisch interessante Rundbogenöffnungen und darunter die Kirchturmuhr mit zwei Zifferblättern an der West- und Nordseite, die von einem Uhrmachermeister in Georgswalde für 33 Taler gefertigt wurde. In der Zeit von 1884 bis 1900 erfolgten mannigfache Reparaturen.
Das rechteckige Kirchengebäude zeigt an drei Seiten außer der Ostseite traditionelle Rundbogenportale. Der Haupteingang befindet sich seit Anbeginn an der Nordseite des Kirchturmes, zwei weitere Ein- bzw. Ausgänge sind an der Süd- und Ostseite des Kirchengebäudes eingebaut. Außer der Turmhöhe wurden keine weiteren Maße überliefert. Nur Cornelius Gurlitt veröffentlichte einen nicht maßstabgerechten Grundriss der Friedersdorfer Kirche. Nach Umrechnung durch Lutz Mohr hat die Kirche (ohne Turm) außen etwa eine Länge von 27 m und eine Breite von 13 m. Mit dem später an der Breitseite des Kirchengebäudes (in der Mitte) angebauten quadratischen Turm (5 × 5 m) ergibt sich somit eine Gesamtlänge der Friedersdorfer Kirche von 32 Metern.

## Das Kirchengeläut
Zur Weihe 1801 erhielt die Friedersdorfer Kirche zunächst drei Glocken aus Bronze für den Preis von 600 Talern, die vom Dresdener Stückgießer Heinrich August Weinhold (1775–1808) stammten. Sie wogen etwa elf Zentner und wurden vom Fuhrmann Gottfried Wolf aus Mittelfriedersdorf mit Geschirr aus Dresden antransportiert. Am 21. April 1801 erfolgte ihre Montage.
Aber bereits 50 Jahre später (1851) mussten diese durch ein neues Geläut des bekannten Oberlausitzer Glockengießers Friedrich Gruhl (1778–1852) aus Kleinwelka ersetzt werden, wobei die beiden größeren Glocken von Weinhold zum Guss der neuen Glocken bei Gruhl mitverwendet wurden. Das Geläut von 1851 bestand ebenfalls aus drei bronzenen Glocken und zeigte sich wie folgt: 1. Große Glocke (Ton Es, 19 Zentner), Verzierungen: Brustbild des Heilands und Inschriften: „Kommt, denn es ist alles bereit! Lobet den Herrn in seinem Heiligthum! Lobet ihn in der Veste seiner Macht“ (Psalm 150, V. 1). „Zur Eintracht, zu herzinnigem Vereine versammle sie die liebende Gemeine.“ Diese Glocke trug auch die Bezeichnung „Christusglocke“ und wurde seinerzeit vom Mühlenbesitzer Wilhelm Fürchtegott Hofmann gestiftet. (Wegen seiner Verdienste um die Gemeinde Friedersdorf wurde 1996 eine sanierte Spreebrücke im Ort nach ihm benannt.) 2. Die mittlere Glocke (Ton Es), Verzierungen: Brustbild Martin Luthers und Inschriften: „Eine feste Burg ist unser Gott. Lobet ihn in seinen Thaten! Lobet ihn in seiner großen Herrlichkeit!“ (Psalm 150, V. 2). „Seid fröhlich in Hoffnung, geduldig in Trübsal, Haltet an am Gebet.“ 3. Die kleine Glocke (Ton Es), Verzierungen: Brustbild Philipp Melanchthons und Inschriften: „Alles in Allem, Christus. Alles, was Odem hat, lobet den Herrn! Halleluja.“ (Psalm 150, V. 6). „Glaube, Lieb’ und Hoffnung im Vereine, Ruhe segnend auf der Kirchgemeine“.
Die mittlere und kleine Glocke des Geläuts von 1851 müssen wie die Glocken der Nachbargemeinde Spremberg der Rüstungsindustrie vor und während des Ersten Weltkrieges (1914–1918) zum Opfer gefallen sein, denn ein Verzeichnis aus dem Jahre 1931 führt neben der großen „Christusglocke“ (von Gruhl) zwei neue bronzene Glocken auf, die von der Glockengießerei C. Albert Bierling in Dresden 1921 gegossen wurden. 1. Die mittlere Glocke (Ton g, 10 Zentner), ebenfalls „Lutherglocke“ genannt, trug als Verzierungen ein Kreuz und die Inschrift: „Eine feste Burg ist unser Gott.“ 2. Die kleine Glocke (Ton b, 6 Zentner), „Friedensglocke“ genannt, trug als Verzierung eine Taube und die Inschrift „Friede sei mit euch!“ Beide Glocken erhielten ihre Weihe am 26. August 1921. Das bronzene Friedersdorfer Geläut musste wie die anderer Kirchen während des Zweiten Weltkrieges bis auf die Uhrglocke, die Kleine, für Rüstungszwecke abgeliefert werden. Nach Kriegsende fand man auf dem Hamburger Glockenfriedhof die Große wieder. Die Mittlere war jedoch eingeschmolzen worden und musste durch eine neue bronzene Glocke aus Remse bei Glauchau ersetzt werden. Im Jahr 1962 war das Friedersdorfer Geläut wieder vollständig und erklingt noch heute.

## Kircheninneres und Orgel
Im Jahr 1851 gab es eine grundlegende Erneuerung des Innenraums. „Seine klassizistische Stilform bestand in 8,5 Metern Höhe aus einer mit Ornamenten bemalten flachen Holzdecke und umlaufenden zweigeschossigen Emporen. Lediglich an der Westseite war der eingeschossige Orgelchor korbbogenförmig vorgezogen und in seinen Brüstungsfeldern mit Blumenornamenten dekoriert, welche 1869 noch eine bauliche Erweiterung erhielt.“ Vom Kircheninventar sind bemerkenswert der schlichte Altar der sechseckigen Kanzel, der hölzerne Tauftisch von etwa 1800 – ein Geschenk der Seifhennersdorfer Gemeinde aus ihrer alten Kirche – und zwei aus Holz geschnitzte „Posaunenengel“, die wahrscheinlich der alten Orgel aus dem Kloster St. Marienstern entstammten sowie ein größeres zinnernes Taufbecken, das Frau Johanna Rosina Jeremias aus Ebersbach 1801 der Friedersdorfer Kirche verehrte. Der Kanzelaltar wurde 1951 neu gestaltet.
Die Kirchengemeinde erwarb die erste Orgel aus dem Kloster St. Marienstern für 110 Taler, die aber bald Instandsetzungsarbeiten für 150 Taler erforderte. Im Jahr 1868 wurde die alte Orgel durch eine neue ersetzt. Sie ist einer der letzten gefertigten Klangkörper des bekannten sächsischen Orgelbaumeisters Urban Kreutzbach (1796–1868) aus Borna. Nach seinem Tod übernahm dessen Sohn Richard Kreutzbach (1839–1903) die Firma. Die „Kreutzbach-Orgel“ hat zwei Manuale, Pedal, und 32 klingende Register mit 1728 Pfeifen. Sie kostete insgesamt 2.500 Taler. Die Orgelweihe fand zum Reformationsfest des Jahres 1868 statt. In jüngerer Zeit (1995) wurde die Orgel einer gründlichen Reinigung und Restaurierung durch die Orgelbaufirma Groß & Soldan aus Waditz, Gemeinde Kubschütz, unterzogen.
„Anscheinend beeinflußt von der 1798 vollendeten, von Carl Christian Eschke in Zittau erbauten Kirche zu Seifhennersdorf, ist um den Altarplatz fast halbkreisförmig links ein Betstübchen und rechts die Sakristei mit Kanzeltreppe angelegt und der Altarplatz nach dem Schiff zu im Bogen … erweitert.“ Der einst an der Südseite der Kirche befindliche traditionelle Friedhof musste bereits in den Jahren nach 1860 schrittweise eingeebnet werden. Der neue Gottesacker war schon 1844 geweiht worden. An den Vorläufer erinnert heute nur noch eine alte, von drei Seiten eingepflanzte Lebensbaumhecke des Kirchenareals. Insbesondere an der Ostseite der Friedersdorfer Kirche befinden sich noch heute mehrere historische Grabdenkmäler.

## Kirchliche Friedersdorfer Denkmale
- An der Westseite der Kirche befand sich früher eine steinerne Tafel mit der Inschrift „Gott und die Tugend allein soll dieses Tempels Ehre sein. Erbaut im Jahre Christi 1800.“ Die Gedenktafel war schon 1910 nicht mehr vorhanden.[16]

- An der Nordostecke des alten Friedhofs findet sich die Gruft der Familie Fleck von 1841 – ein schlichter Bau mit geschweiftem an das 18. Jahrhundert erinnernden Blechdach. Sie ist nicht mehr vorhanden.

- Denkmal dreier Söhne des Pastors Magister Gotthelf Friedrich Hofmann von 1816. Sandstein von etwa 1 m Höhe, der eine Platte mit langem lateinischen Text aufweist und oben mit einem schwebenden Engel geschmückt ist, der in der Rechten einen Kranz und in der Linken eine Palme trägt.

- Denkmal des Gottlob Dreßler († 1810) und dessen Frau Anna Rosina geb. Rößler (1756–1836). Sandstein von 350 cm Höhe und 170 cm Breite. Am Unterbau befindet sich eine längere Inschrift, die aussagt, dass der „Erbmüller und Gärtner Mstr. Gottlob Dreßler zu Ebersbach d. 9. May 1753 geb., verehl. 1777 mit Jgfr. Anna Ros. Rößler aus Ebersbach, zeugte 8 Kinder (2 Söhne u. 6 Töchter), welche alle vor ihm starben, und starb am 4. April 1810.“

- Denkmal des Johann Christian Jeremias († 1825) und dessen Frau Johanna Rosina geb. Israel († 1813). Sandstein von 75 cm Breite und 220 cm Höhe. Reichverziertes Grabmal. Auf dem Unterbau befinden sich zwei Tafeln mit Inschriften, die aussagen: „Joh. Chr. Jeremias Erbrichter und Kretschambesitzer, geb. in Ebersbach 1743 d. 21. Sept., vereh., 1764 mit Jgfr. Joh. Rosina geb. Israel von Oberfriedersdorf, zeugte 7 Söhne u. 3 Töchter, erlebte 14 Enkel und 18 Urenkel, starb am 20. Dez. 1825“. Seine Frau war am 4. Juli 1746 geboren und am 13. November 1813 gestorben. Das Grabmal befindet sich an der Ostseite der Kirche.

- Denkmal der Frau Christiane Rahel Israel geb. Jeremias. Sandstein von 46 cm Breite und 120 cm Höhe. Er trägt eine rechteckige Platte mit Inschriftoval. Nach der Inschrift war die Verstorbene am 12. Oktober 1768 in Oberfriedersdorf geboren, am 3. November 1805 verehelicht und am 4. Mai 1825 gestorben. Das Denkmal errichtete ihr Sohn. Das Grabmal befindet sich ebenfalls an der Ostseite der Kirche.

## Politische und kirchliche Vereinigung von Friedersdorf (Spree) von Anfang des 19. Jahrhunderts bis heute
Mit dem Bau und der weiteren Entwicklung der Oberfriedersdorfer Kirche und der Kirchengemeinde an der Wende des 18. zum 19. Jahrhundert war weder eine politische Vereinigung des geteilten Dorfes noch eine kirchliche in Aussicht. Im Jahre 1801 wurden jedoch Oberfriedersdorf und danach 1868 das zugehörige Mittelfriedersdorf von Spremberg ausgepfarrt. Siebzig Jahre danach, am 1. April 1938, konnte während der NS-Zeit in Deutschland die Oberlausitzer Landgemeinde Friedersdorf aus Ober- und Niederfriedersdorf mit den Ortsteilen Mittel- und Neufriedersdorf gebildet werden. Die Oberfriedersdorfer Kirche hingegen unterstand in den Jahren von 1923 bis 1937 der Filialkirche (Tochterkirche) Dürrhennersdorf. Von 1940 bis 2001 etablierte sich die ehemalige Oberfriedersdorfer Kirche schließlich zum Zentrum der vereinigten Orts- und Kirchgemeinde Friedersdorf; auch Niederfriedersdorf kam 1937 zur eigenständigen Kirchgemeinde Friedersdorf. In jenem Jahr erfolgte die Zusammenlegung der selbständigen Kirchgemeinden Neusalza und Spremberg, deren politische Vereinigung zur Stadt Neusalza-Spremberg bereits während der Weimarer Republik am 15. Februar 1920 geschah. Diese Vorgänge bewirkten damit die Auspfarrung von Niederfriedersdorf aus Neusalza-Spremberg.
In der Abfolge von damals bis heute – die Zeit des Zweiten Weltkrieges (1939–1945), der Sowjetischen Besatzungszone im Osten Deutschlands (1945–1949), der sozialistischen DDR (1949–1990) und der deutschen Wiedervereinigung (seit 3. Oktober 1990) eingeschlossen – gab es keine wesentlichen strukturellen Veränderungen bei der eigenständigen evangelisch-lutherischen Kirchgemeinde Friedersdorf. Bemerkenswert ist hierbei die Tatsache, dass die Friedersdorfer Kirche zu DDR-Zeiten als eine Art „Simultankirche“ christlichen Bürgern beider großer Konfessionen offenstand und genutzt wurde.
Seit 2001 wirkten die ev.-luth. Kirchgemeinden Friedersdorf und Neusalza-Spremberg bereits eng zusammen. Mit dem politischen Anschluss der Dorfgemeinde Friedersdorf am 1. Januar 2008 als Ortsteil der Stadt Neusalza-Spremberg war die kirchliche Angliederung nur eine Frage der Zeit. Im Rahmen der damals einsetzenden kirchlichen Strukturreform gingen beide Kirchgemeinden ein „Schwesterkirchverhältnis“ ein. Sechs Jahre danach, am 1. Januar 2014, erfolgte auf der Grundlage des Vertrages vom 13. Juli 2013 und der Genehmigung des Ev.-Luth. Landeskirchenamtes Dresden vom 9. August 2013 die Vereinigung der ehemaligen unabhängigen Kirchgemeinden Neusalza-Spremberg und Friedersdorf zur „Evangelisch-Lutherischen Kirchgemeinde Neusalza-Spremberg / Friedersdorf“. Damit wurde die vereinigte Kirchgemeinde zu einem Kirchspiel mit nur einem Pfarrer und einem Kirchenvorstand. Im Interesse einer effektiven regionalen Zusammenarbeit traten beide Kirchgemeinden des Weiteren mit denen von Oppach, Beiersdorf und Taubenheim/Spree in ein „Schwesterkirchverhältnis“ ein.

## Die Friedersdorfer Pastoren und ihre Amtszeiten
- Magister Gotthelf Friedrich Hofmann (1803–1834)[21]
- Johann Gottlob Schiffner (1835–1844)
- Karl August Leberecht Michael (1845–1852)
- Karl Gotthelf Heffter (1852–1859)
- Friedrich Wilhelm Hay (1859–1867)
- Heinrich Eberhard Kießling (1867–1869)
- Hermann Eduard Grundmann (1869–1873)
- Gotthelf Emil Hiller (1873–1878)
- Friedrich Bernhard Mütze (1879–1919)
- Fritz Erich Mathow (1919–1963)
- Günther Kämmlitz (1963/64–1999). Er war der letzte der Friedersdorfer Amtsinhaber.

Danach waren die ev.-luth. Pfarrer von Neusalza-Spremberg für die Kirchgemeinde Friedersdorf zuständig, so als erster Frank del Chin (1989–2000), siehe auch Liste von Persönlichkeiten der Stadt Neusalza-Spremberg.